# Parafia Matki Bożej Piekarskiej w Woli-Osiedlu
Parafia Matki Bożej Piekarskiej w Woli Osiedlu – rzymskokatolicka parafia należąca do archidiecezji katowickiej i dekanatu Miedźna. Została utworzona 1 stycznia 1990 roku. Kościół poświęcił abp Damian Zimoń w 1996 roku. Budowniczym kościoła był ks. Bronisław Pala.

## Historia
Jej początki sięgają 1987 roku, kiedy to ks. bp Damian Zimoń zlecił wybudowanie nowego kościoła na Woli księdzu Bronisławowi Pali, wtedy wikariuszowi parafii pw. św. Urbana. Już w 1988 roku powstała tymczasowa kaplica w której regularnie odprawiano nabożeństwa. Budowa kościoła zakończyła się w 1996 roku, kiedy też w dniu uroczystości Najświętszego Ciała i Krwi Chrystusa doszło do poświęcenia nowo wybudowanej świątyni przez ks. abp. Damiana Zimonia.

## Proboszczowie
- ks. Bronisław Pala (1987–2002)[2]
- ks. Albert Rother (2002–2003) administrator parafii, (2003–2012) proboszcz[2]
- ks. Bogumił Mazurczyk (od 2012)[3][2]